# Flandre (Belgique)
L'article traite de la Flandre belge. Pour la Flandre française et la Flandre zélandaise, voir les articles correspondants
Ne doit pas être confondu avec Flandres (région transfrontalière).
Pour les articles homonymes, voir Flandre.
En Belgique, à partir du XIXe siècle et surtout du XXe siècle, l'importance historique du comté de Flandre a progressivement conduit à utiliser le terme « Flandre » par synecdoque (pars pro toto) pour désigner l'ensemble de la Belgique néerlandophone. En néerlandais, on emploie dans le même sens le terme Vlaanderen.

## Description
Dans le contexte belge, le terme « Flandre » peut donc désigner plusieurs choses :
- la Région flamande (Vlaams Gewest) : une des trois Régions de la Belgique fédérale (les deux autres étant la Région de Bruxelles-Capitale et la Région wallonne), occupant la partie nord du pays ;
- par synecdoque, l'ensemble des institutions politiques qui gèrent cette région et donc aussi la Communauté flamande (Vlaamse Gemeenschap), à la suite du transfert vers cette dernière des compétences de la Région flamande : le Parlement flamand, le Gouvernement flamand et l'administration flamande (la Communauté flamande est l'une des trois communautés de Belgique[3] et est compétente en Région flamande et, pour l'enseignement, les matières culturelles et personnalisables, en Région bruxelloise, en parallèle avec la Communauté française ;
- les Flandres : les provinces belges de Flandre-Orientale et de Flandre-Occidentale, dont nous ne traiterons pas spécifiquement ici ;
- l'ancien comté de Flandre, dont le territoire correspondait grosso modo à celui des deux provinces précitées, mais avec des extensions vers le nord jusqu'à l'Escaut occidental (Flandre zélandaise) et vers le sud dans l'actuel département du Nord (Flandre française).

La Région flamande de Belgique compte au 1er janvier 2020, 6 623 505 habitants soit une densité de population de 489,83 habitants par km2.
La capitale de la Région flamande où se trouve le Parlement flamand, le Gouvernement flamand et l'administration flamande est la ville de Bruxelles, mais celle-ci ne fait pas partie de la Région flamande même si la Communauté flamande y exerce les compétences communautaires comme l'enseignement.

## Étymologie
L'étymologie de Flandre(s) viendrait de l'ingaevone et signifierait terres inondées[réf. nécessaire].

## Histoire
Le territoire actuel de la Flandre était au Moyen Âge divisé en plusieurs États féodaux : les principaux étaient le comté de Flandre à l'ouest, le duché de Brabant au centre et le comté de Looz à l'est (qui fut rattaché à la principauté de Liège en 1367). Ce territoire était également traversé par la frontière du Saint-Empire romain. Le comté de Flandre était en grande partie un fief direct de la couronne de France (Flandre royale, mais certains fiefs des comtes de Flandre relevaient du Saint-Empire romain germanique (la Flandre impériale), tout comme le reste de la Flandre actuelle.

Carte de Flandre (Flandria) en 1584 par Abraham Ortelius

À partir de 1384, ces territoires, à l'exception notable de la principauté de Liège, seront progressivement intégrés dans les Pays-Bas bourguignons (comté de Flandre 1384, duché de Brabant 1430), qui deviendront ensuite les Pays-Bas espagnols (1549). En 1581, les Provinces-Unies proclament leur indépendance et seuls les Pays-Bas du Sud restent sous domination espagnole. À la suite de la bataille de la Peene à Noordpeene en 1677, la région la plus occidentale de la Flandre (les châtellenies de Cassel, Bailleul et Ypres) est annexée au royaume de France en 1678 par le traité de Nimègue. Les Pays-Bas du Sud restés espagnols passeront ensuite sous domination autrichienne à partir de 1713 (Pays-Bas autrichiens). En 1792, Pays-Bas autrichiens et principauté de Liège sont envahis par la France, puis reconquis en 1793 par l'Autriche. La France les reprend en 1794 et les annexe en 1795. En 1815, le territoire actuel de la Flandre est rattaché au royaume des Pays-Bas.

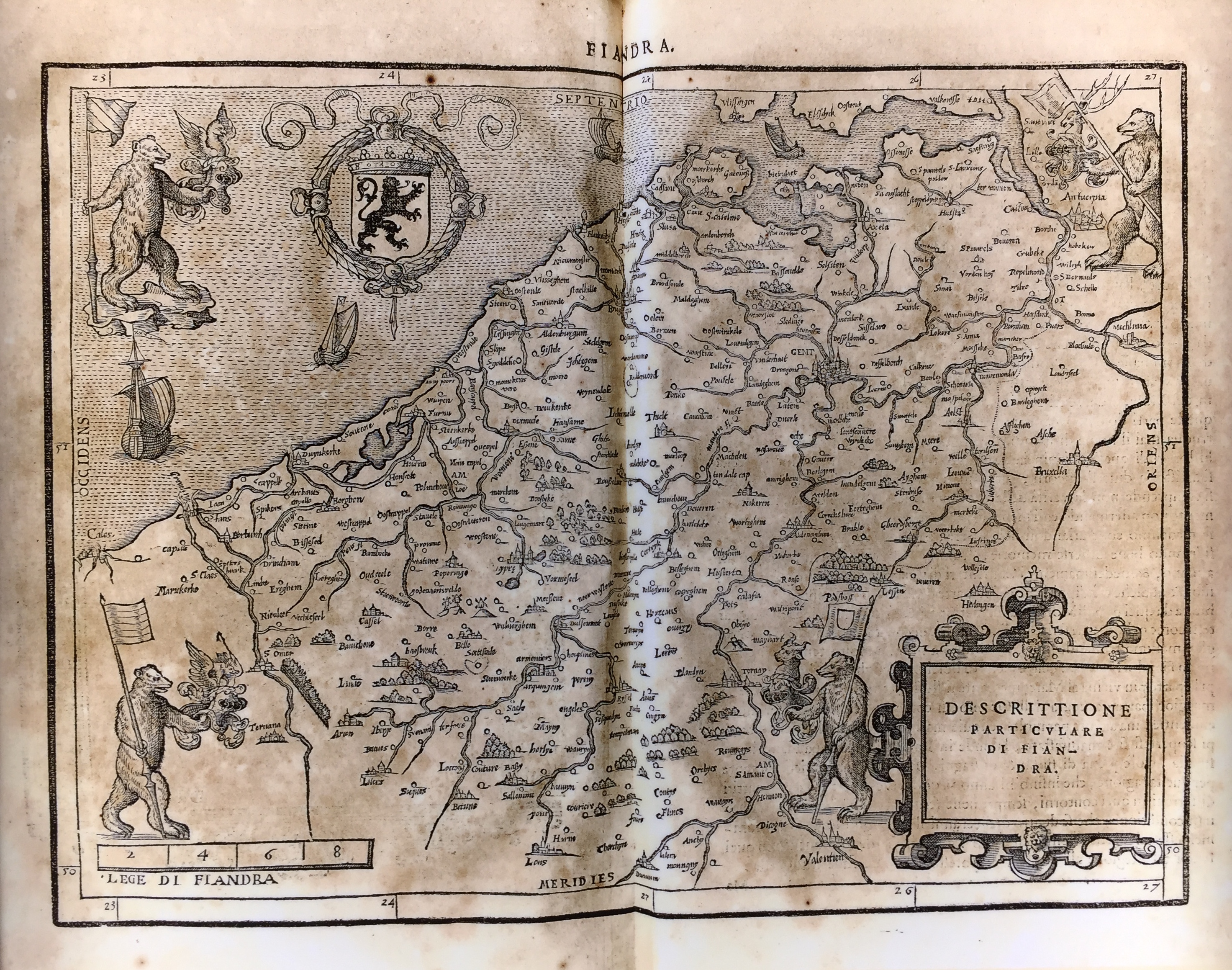
Carte de Flandre en 1567 par Francesco Guicciardini, Descrittione di tutti in Paesi Bassi, Anversa, presso Guglielmo Silvio.
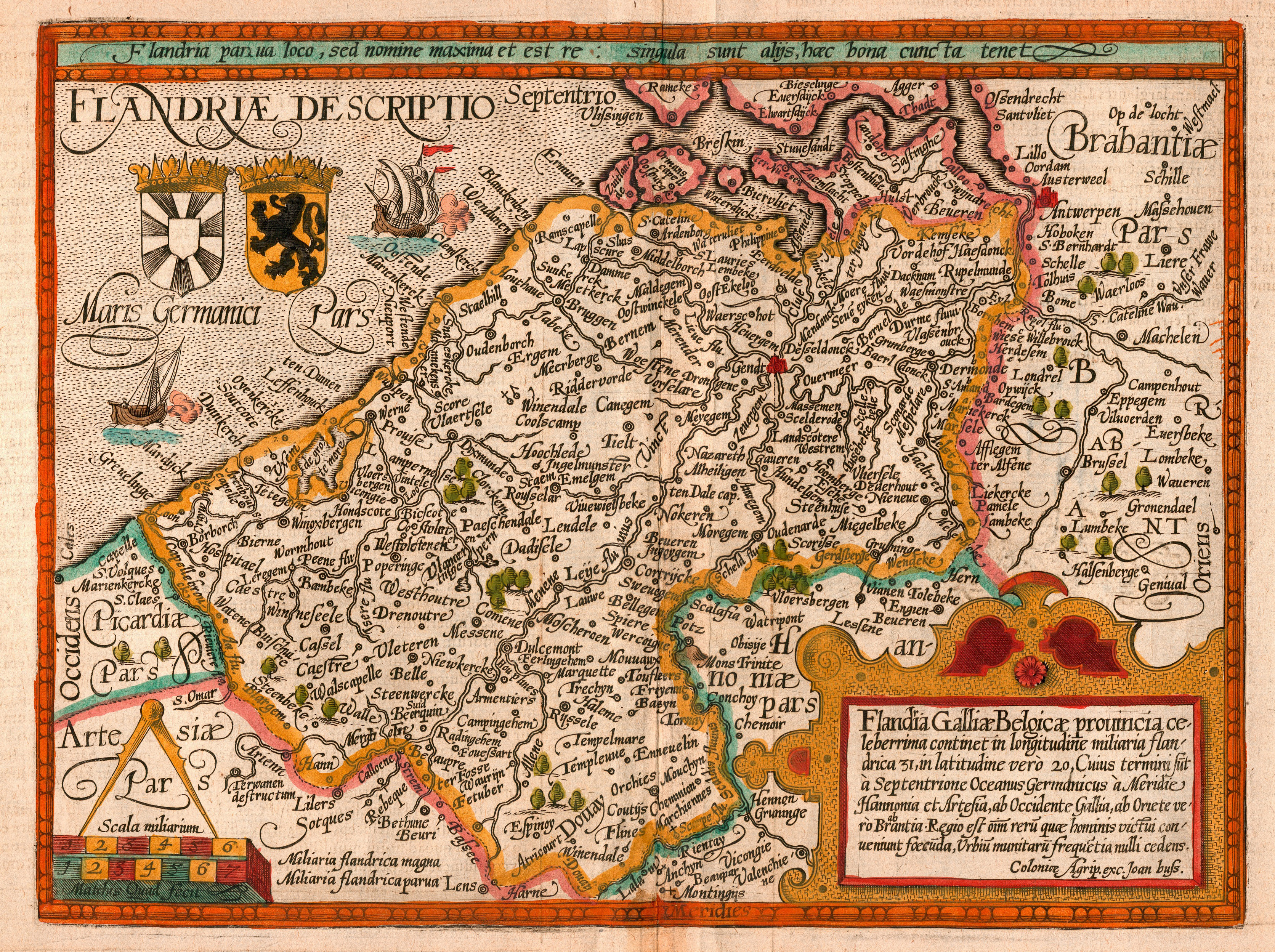
Carte du comté de Flandre en 1609 par Matthias Quad (cartographe) et Johannes Bussemacher (graveur et éditeur, Cologne).
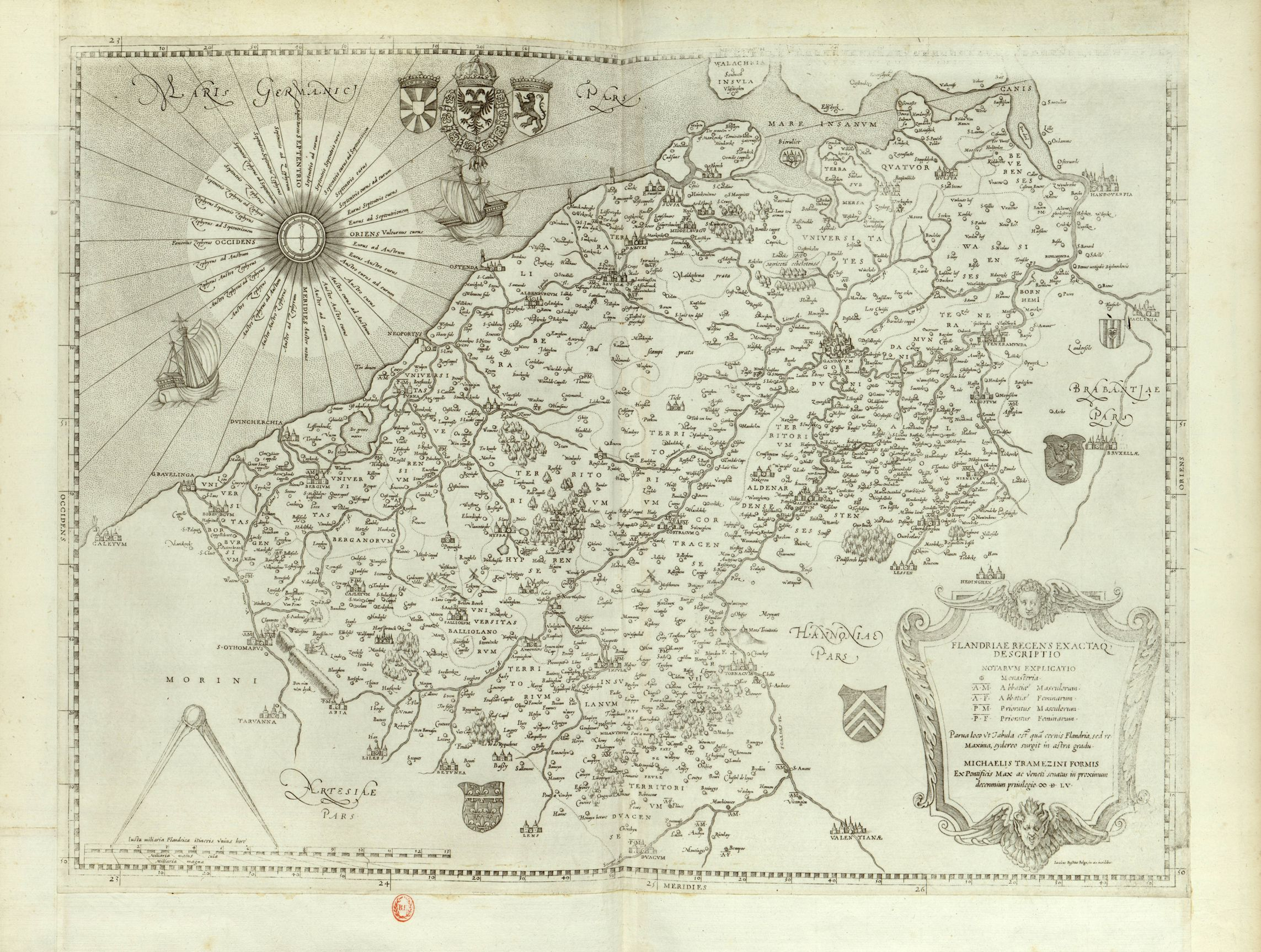
Van Deventer et Mercator, Carte des Flandres, 1555.

### Flandre contemporaine

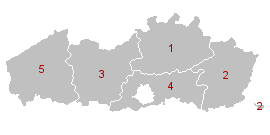
Les provinces flamandes.

L'histoire de la Flandre depuis l'établissement de la Belgique en 1830 jusqu'avant la Seconde Guerre mondiale est dominée par la lutte des Flamands pour obtenir des droits égaux à ceux de leurs concitoyens francophones, lutte nécessaire du fait des discriminations linguistiques qu'ils subissaient dans un État pensé au départ par des francophones flamands et wallons appartenant à la noblesse et à la bourgeoisie.
La majorité des néerlandophones vivent dans les cinq provinces flamandes : la province d'Anvers (1), le Limbourg (2), la Flandre-Orientale (3), le Brabant-Flamand (4) et la Flandre-Occidentale (5), et une toute petite partie (2 % du total des Flamands) à Bruxelles, où ils sont minoritaires (actuellement environ 8 % de la population bruxelloise). Les Flamands sont environ 6,65 millions, soit à peu près 60 % de la population belge.
La Flandre a son propre parlement (le Vlaams Parlement), son gouvernement et son administration. Ces institutions exercent à la fois les compétences de la Communauté flamande et de la Région flamande, à la suite de la fusion de ces deux entités (juridiquement, c'est la communauté qui a repris les compétences de la région, qui a cessé d'exister sur le terrain).
Les institutions de la Communauté flamande ont fixé leur siège dans la ville de Bruxelles, une des 19 communes que compte la Région, ce qui, du fait de l'absorption des compétences de la Région flamande, a permis au parlement flamand de décréter la ville capitale de la Flandre, jouant sur l'ambiguïté du terme « Flandre ». Dans la Région de Bruxelles-Capitale, la Communauté flamande est compétente dans certaines matières (tout comme la Communauté française de Belgique): enseignement, culture, etc.
À Bruxelles, la Flandre dispose de ses propres institutions politiques, notamment la Commission communautaire flamande (Vlaamse gemeenschapscommissie ou VGC), compétente pour les institutions monocommunautaires flamandes de la Région de Bruxelles-Capitale. Dans chaque commune de la région de Bruxelles, le VGC dispose de son propre centre de la communauté (gemeenschapscentrum).

## Population
Les Flamands sont notamment les citoyens domiciliés en Flandre, même lorsqu'ils ne parlent ni le néerlandais ni le flamand. Depuis la fédéralisation de la Belgique, et à la suite de la fusion par la Flandre de ses institutions communautaires et régionales, sont considérés comme Flamands tous les Belges qui habitent la Région flamande et en plus tous les Flamands de Bruxelles, c’est-à-dire les Belges habitant la région de Bruxelles qui se définissent comme Flamands. Il n'existe cependant pas de sous-nationalité flamande.
Certains pensent[Qui ?] que ce terme devrait être utilisé uniquement pour désigner un habitant d'une des deux provinces belges : Flandre-Orientale ou Flandre-Occidentale. Toutefois, pour désigner les habitants d'une de ces deux provinces, on utilise plus souvent le belgicisme flandrien.
Le mot Flamand, dans un sens linguistique, peut aussi désigner les Belges qui s'expriment de préférence en néerlandais ou dans un de ses dialectes, y compris des habitants de la Wallonie (par exemple, mais pas uniquement dans des communes à facilités).
Il existe en Flandre plusieurs minorités : la minorité francophone, les Juifs (parlant diverses  langues dont le français et le yiddish) ainsi que des minorités issue d'une immigration plus récente, venant de la Pologne, de l'Italie, de l'Espagne, du Portugal, des pays du Nord de l'Afrique, de la Turquie... Au total, il y aurait des résidents d'environ 170 nationalités en Flandre[Quand ?].
Le terme « les Flamands » désigne d'abord l'ensemble de tous les Flamands, cette communauté flamande (dans le sens sociologique, politique et culturel du mot) qui est dotée aujourd'hui de ses propres institutions (Parlement flamand, gouvernement flamand et est reconnue par la constitution belge comme la Communauté flamande).
Bruxelles étant une ville officiellement bilingue (cosmopolite et multilingue en pratique à la suite de l'établissement des institutions européennes et des communautés d'immigrés), est aussi une ville où les membres de la minorité flamande sont citoyens chez eux avec des services publics disponibles dans leur langue, la région de Bruxelles-Capitale disposant du statut de troisième région de la Belgique. Les francophones de Bruxelles disposent également de droits équivalents (écoles et services publics disponibles dans leur langue).
Pour ce qui concerne les Flamands de France (dont le territoire fit partie du royaume de France jusqu'en 1529 puis fut annexé par la France entre 1659 et 1678), il convient de se référer à l'article Flandre française.

### Population par province
| Province            | 1990      | 1995      | 2000      | 2005      | 2010      | 2011      | 2012      | 2013      | 2014      | 2015      | 2016      | 2017      | 2018      | 2019      | 2020      |
| ------------------- | --------- | --------- | --------- | --------- | --------- | --------- | --------- | --------- | --------- | --------- | --------- | --------- | --------- | --------- | --------- |
| Anvers              | 1 597 310 | 1 628 310 | 1 643 972 | 1 676 858 | 1 744 862 | 1 764 773 | 1 781 904 | 1 793 377 | 1 800 304 | 1 810 543 | 1 821 742 | 1 836 030 | 1 844 924 | 1 855 486 | 1 867 366 |
| Brabant flamand     | -         | 995 266   | 1 014 704 | 1 037 786 | 1 076 924 | 1 086 446 | 1 094 751 | 1 101 280 | 1 106 314 | 1 183 512 | 1 121 081 | 1 129 234 | 1 137 798 | 1 145 371 | 1 155 148 |
| Flandre Occidentale | 1 102 501 | 1 121 135 | 1 128 774 | 1 138 503 | 1 159 366 | 1 164 967 | 1 169 990 | 1 173 019 | 1 174 752 | 1 178 265 | 1 181 015 | 1 185 788 | 1 190 193 | 1 194 950 | 1 200 129 |
| Flandre Orientale   | 1 331 608 | 1 349 382 | 1 361 623 | 1 380 072 | 1 432 326 | 1 445 831 | 1 454 716 | 1 460 944 | 1 467 569 | 1 475 679 | 1 485 360 | 1 494 684 | 1 503 576 | 1 513 556 | 1 524 077 |
| Limbourg            | 745 034   | 771 613   | 791 178   | 809 942   | 838 505   | 844 621   | 849 404   | 853 239   | 855 776   | 859 681   | 862 798   | 866 858   | 870 294   | 873 425   | 876 785   |
| Flandre             | 5 739 736 | 5 866 106 | 5 940 251 | 6 043 161 | 6 251 983 | 6 306 638 | 6 350 765 | 6 381 859 | 6 404 715 | 6 437 680 | 6 471 996 | 6 509 894 | 6 546 785 | 6 582 788 | 6 623 505 |

- Source : Statbel[10]

Le graphique suivant reprend sa population résidente au 1er janvier de chaque année (x 1.000)

## Économie
Le PIB total de la Région flamande en 2004 était de 165 847 millions € (chiffres Eurostat). Le PIB par habitant à parité de pouvoir était de 23 % au-dessus de la moyenne de l'UE. La productivité flamande par habitant est d'environ 13 % supérieur à celle de la Wallonie, et les salaires sont d'environ 7 % de plus qu'en Wallonie.
La Flandre était l'une des premières zones d'Europe continentale à subir la révolution industrielle au XIXe siècle. Initialement, la modernisation reposait largement sur la transformation des aliments et du textile. Cependant, dans les années 1840, l'industrie textile de la Flandre était en crise grave et il y avait la famine en Flandre (1846-1850). Après la Seconde Guerre mondiale, Anvers et Gand ont connu une expansion rapide des industries chimiques et pétrolières. La Flandre a également attiré une grande majorité des investissements étrangers en Belgique.
Les crises pétrolières de 1973 et 1979 ont entraîné l'économie dans une récession. L'industrie de l'acier est resté relativement en bon état. Dans les années 1980 et 90, le centre économique de la Belgique a continué à passer outre à la Flandre et il est maintenant concentrée dans la région flamande située entre Bruxelles, Louvain, Gand et Anvers. De nos jours, l'économie flamande est principalement orientée-service.
En 1999, l'euro, la monnaie unique européenne, a été introduit en Flandre. Il a remplacé le franc belge en 2002.
L'économie flamande est fortement axée sur l'exportation, en particulier des produits à haute valeur ajoutée. Les principales importations sont les produits alimentaires, les machines, les diamants bruts, des produits pétroliers et du pétrole, des produits chimiques, des vêtements et des accessoires, et des textiles. Les principales exportations sont les produits automobiles, les aliments et des produits alimentaires, fer et acier, diamants finis, les textiles, les plastiques, les produits pétroliers et les métaux non-ferreux.
Depuis 1922, la Belgique et le Luxembourg ont été un marché commercial unique dans une union de l'Union économique belgo-luxembourgeoise coutumes et de la monnaie. Ses principaux partenaires commerciaux sont l'Allemagne, les Pays-Bas, la France, le Royaume-Uni, l'Italie, les États-Unis et l'Espagne.
Anvers est le numéro un du marché du diamant dans le monde, les exportations de diamants représentent environ un dixième des exportations belges. L'usine de BASF basée à Anvers est la plus grande base de BASF en dehors de l'Allemagne, et représente à elle seule pour environ 2 % des exportations belges.
Les autres activités industrielles et de services à Anvers incluent la fabrication de voiture, les télécommunications et les produits photographiques.
La Flandre est le foyer de plusieurs établissements scientifiques et technologiques, tels que l'IMEC, VITO, Flanders DC et Flanders Drive.

## Politique
La Flandre connait une démocratie avec une assemblée élue au suffrage universel, le Parlement flamand avec une chambre unique, un gouvernement, et des ministères. Toutes ces institutions sont installées à Bruxelles.

### Partis flamands
Liste des partis représentés au Parlement flamand :
- Vlaams Belang (VB, ex-Vlaams Blok, extrême droite indépendantiste)
- Nieuw-Vlaamse Alliantie (N-VA, nationalistes de droite, indépendantistes)
- Open Vlaamse Liberalen en Democraten (Open VLD, libéraux)
- Christen-Democratisch en Vlaams (CD&V, chrétiens-démocrates)
- Vooruit (anciennement sp.a, sociaux-démocrates)
- Groen! (anciennement Agalev, écologistes)
- Partij van de Arbeid van België (PVDA, communistes)

## Culture

### Culture générale
La tendance politique qui a dominé la Flandre presque sans partage au XXe siècle est la démocratie chrétienne.
Actuellement, l'électorat flamand est un des plus instables de l'Union européenne,, les mouvements entre partis, principalement de droite et d'extrême-droite, étant très importants et conduisant à divers blocages politiques en Flandre avec répercussion sur la Belgique au niveau fédéral.
La Flandre est renommée pour son art (primitifs flamands : Hubert van Eyck, Jan van Eyck, Rogier van der Weyden, Hans Memling, etc. ; expressionnisme flamand), son architecture (Art nouveau, Art déco), ses bières (plus de 300 bières différentes dont certaines gueuzes, trappistes ou blanches), sa nourriture (waterzooi de poulet à la gantoise, Carbonade flamande, lapin aux pruneaux et à la bière, croquettes de crevettes grises), poulets-frites, sa mode (voir les Six d'Anvers), et ses sportifs (avec Eddy Merckx, un des meilleurs cyclistes de tous les temps, Lucien Van Impe, Roger De Vlaeminck, Tom Boonen (triple vainqueur du Tour des Flandres), Peter Van Petegem, mais aussi Johan Museeuw ; football : Jean-Marie Pfaff, Jan Ceulemans, Paul Van Himst, Romelu Lukaku, etc. ; Tennis avec Kim Clijsters, Els Callens, Sabine Appelmans, Yannina Wickmayer, Kirsten Flipkens, etc. ; athlétisme : Kim Gevaert, Élodie Ouédraogo, Hanna Mariën ; judo : Gella Vandecaveye, Ingrid Berghmans; Cyclo-cross avec Sven Nys, Bart Wellens, Niels Albert, etc. ; natation : Frédérik Burggraeve.
Elle appelle ses célébrités du nom de « BV » pour bekende Vlamingen, c'est-à-dire « Flamands connus ».

### Enseignement
Depuis que la compétence de l’éducation du gouvernement fédéral belge est passée à la Communauté flamande (1988) la qualité de l'enseignement flamand est grandement améliorée. Dans les études comparatives internationales, surtout secondaire, ce que l'on voit très bien, à plusieurs reprises dans le top 10 depuis 2000 (voir, par exemple, PISA).
Pour la formation académique, il existe six universités néerlandophones en Belgique.

### Littérature
La littérature flamande est multiforme et ne peut être considérée comme totalement homogène. Les écrivains flamands sont couramment lus aux Pays-Bas, et vice-versa. Parmi les écrivains flamands les plus connus, on peut noter Hugo Claus, Kristien Hemmerechts, Anne Provoost, Tom Lanoye, Geert van Istendael, Paul Koeck, Stijn Streuvels, Ward Ruyslinck,Dimitri Verhulst, Griet Op De Beeck, Louis Paul Boon, Hendrik Conscience, Pieter Aspe... Pour les enfants il y a p.ex.: Marc De Bel et Patrick Lagrou. Il existe également un courant poétique très important représenté par Willem Elsschot et Guido Gezelle entre autres. Une partie de ce que l'on peut qualifier de littérature flamande se trouve être écrite en français, Michel de Ghelderode en est un exemple.

### Musique
Jacques Brel a également toujours réclamé son attachement à la Flandre, notamment au travers de la chanson Le Plat Pays même s'il chante la grande majorité de ses chansons en français, tout en dénonçant fermement le Flamingantisme, souligné (notamment), par sa chanson Les Flamingants.
La Flandre fut également le berceau du mouvement électronique new beat. La région compte également une importante scène pop-rock avec des groupes comme Wallace Collection, TC Matic, dEUS, Dead Man Ray, Zita Swoon. K's Choice, Hooverphonic, Ozark Henry ou encore Clouseau.

### Média

#### Télévision et radio
- La VRT est une entreprise de radio-télévision publique. La VRT produit les chaînes de télévision: Één, Canvas et Ketnet; et les stations de radio : Radio 1, axée sur l’information et la culture, Radio 2, axée sur les variétés et l'information locale, Studio Brussel, station alternative destinée aux jeunes auditeurs, MNM (anciennement Donna), axée sur la pop-music, MNM Hits (anciennement Donna Hitbits), diffusant de la pop-music sans commentaires, Klara, diffusant de la musique classique, Klara Continuo, diffusant de la musique classique sans commentaires et Sporza station sportive (diffusée sur bande AM).
- Medialaan, société privée qui regroupe sept chaînes de télévision: VTM : depuis 1989, première chaîne privée du groupe, Q2 : depuis 1995 (anciennement Kanaal 2 puis 2BE), Vitaya : depuis 2000, Kadet : depuis 2001 (anciennement JIM), vtmKzoom : depuis 2009, Q-music TV : depuis 2012 et CAZ : depuis 2016 (anciennement Acht); et les chaînes de radio: Q-music : depuis 2001 et Joe FM : depuis le 2 mai 2007.
- SBS Belgium, VIER, la Vijf et la ZES appartenant à la Maison de production Woestijnvis et encore Vitaya. Il y a aussi la Q2 du groupe Medialaan (auparavant c'était le VTM).

#### Journaux
Pour les médias imprimés, les plus importants sont :
- De Tijd, journal principalement d'intérêt économique et financier, mais avec une rédaction d'intérêt général de plus en plus importante ;
- De Standaard, journal jadis flamingant et de droite, mais avec une inflexion vers la gauche et vers de modèle plutôt unitariste ou d'un fédéralisme d'union au cours des dernières années ;
- De Morgen, journal progressiste ;
- Het Nieuwsblad
- Het Laatste Nieuws, journal de tendance libérale, il a le plus grand nombre de lecteurs en Flandre ;
- Gazet van Antwerpen, journal régional de la province d'Anvers ;
- Het Belang van Limburg, journal régional du Limbourg ;
- Knack, magazine hebdomadaire, plutôt de droite (magazine « frère » du Vif/L'Express) ;
- Humo, magazine d'intérêt général, plutôt de gauche;
- Trends, magazine d'intérêt économique et financier (magazine « frère » de Trends-Tendances).